# Círculo de Niono
Niono es una subdivisión administrativa (cercle o círculo) de la región de Segú, en Malí. En abril de 2009 tenía una población censada de 364 871 habitantes y estaba formada por las siguientes comunas o municipios, que se muestran igualmente con población de abril de 2009:
- Diabaly 34,324
- Dogofry 34,013
- Kala Siguida 21,343
- Mariko23,313
- Nampalari 11,104
- Niono 81,643
- Pogo 16,325
- Siribala 37,766
- Sirifila-Boundy 32,915
- Sokolo 25,049
- Toridaga-Ko 29,766
- Yeredon Saniona 17,310[1]